# Szent-Györgyi Prize
Der Szent-Györgyi Prize for Progress in Cancer Research wird seit 2006 von der US-amerikanischen National Foundation for Cancer Research (NFCR) vergeben. Er würdigt herausragende Beiträge zu Prävention, Diagnostik und Therapie von Krebserkrankungen mit hohem Potential, Menschenleben zu retten. Der Szent-Györgyi-Preis erinnert an Albert Szent-Györgyi, Träger des Medizinnobelpreises 1937 und Mitbegründer der NFCR. Die Auszeichnung ist mit 30.000 US-Dollar dotiert (Stand 2024).

## Preisträger
- 2006 Harold F. Dvorak
- 2007 Webster K. Cavenee
- 2008 Carlo M. Croce
- 2009 Ronald A. DePinho
- 2010 Peter K. Vogt
- 2011 Beatrice Mintz
- 2012 Zhu Chen, Zhen-Yi Wang
- 2013 Alex Matter
- 2014 James P. Allison
- 2015 Frederick W. Alt
- 2016 Mary-Claire King
- 2017 Michael N. Hall
- 2018 Douglas R. Lowy, John T. Schiller
- 2019 Steven A. Rosenberg
- 2020 Susan Band Horwitz
- 2021 Tak W. Mak, Mark M. Davis
- 2022 Rakesh K. Jain
- 2023 Isaac P. Witz
- 2024 Dennis J. Slamon
- 2025 Tony R. Hunter